# Roy Harper

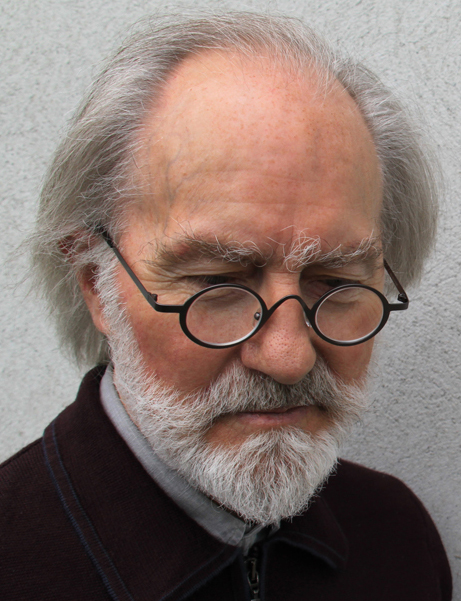
Roy Harper (2011)

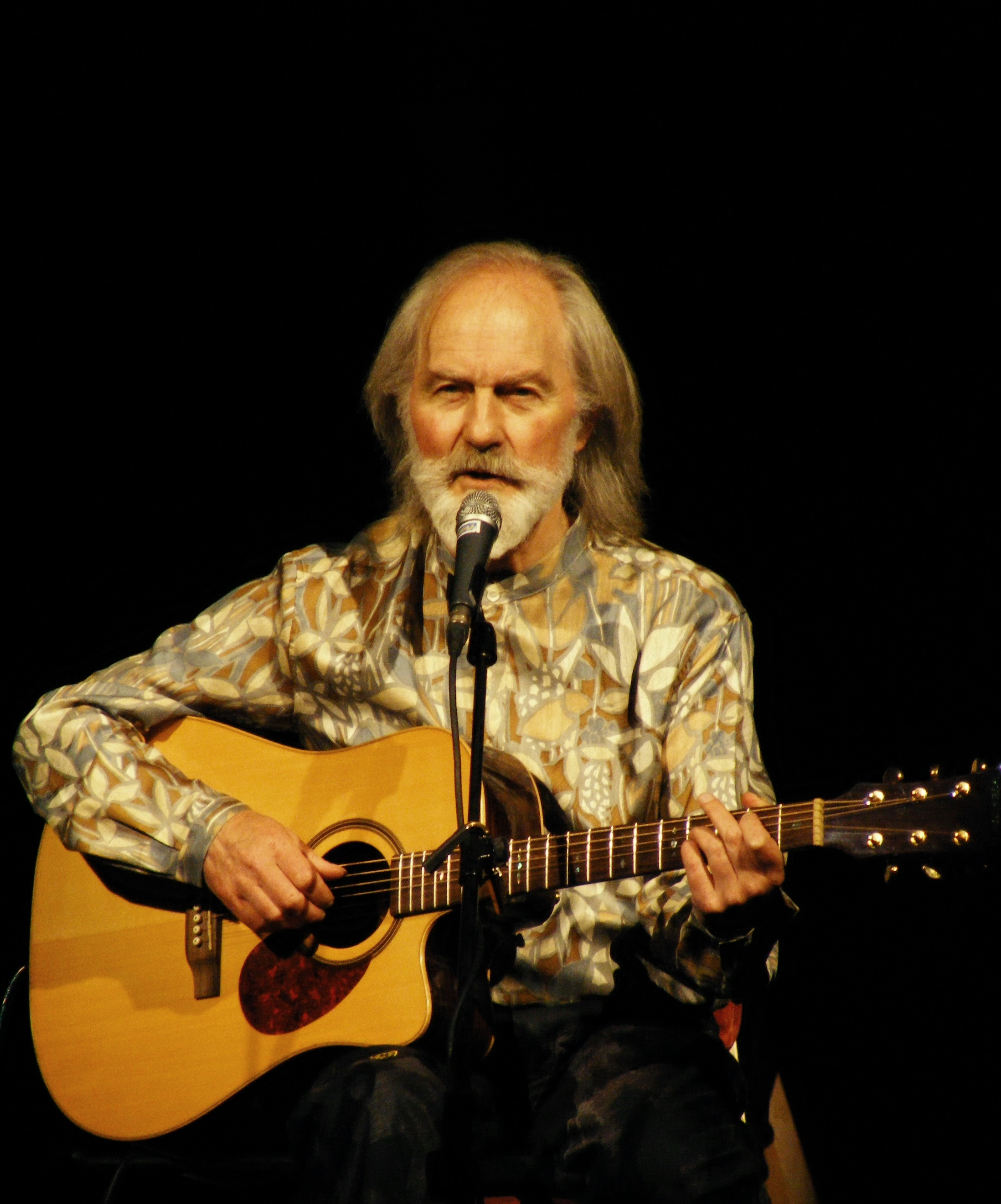
Roy Harper (2010)

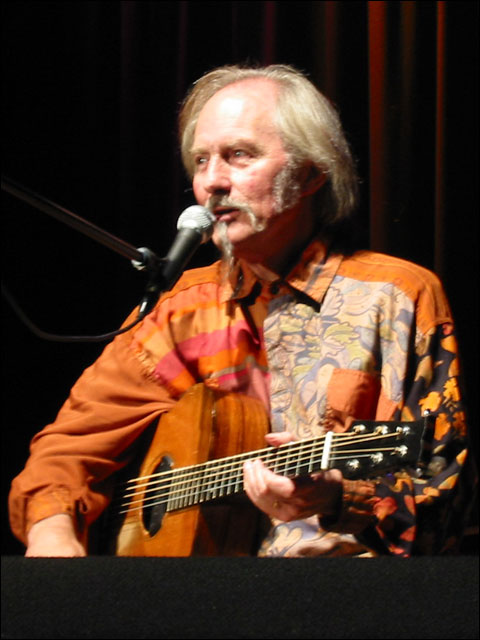
Roy Harper (2001)

Roy Harper (* 12. Juni 1941 in Rusholme, England) ist ein britischer Singer-Songwriter. 

## Biografie
Harpers musikalische Wurzeln liegen in der Skiffle-Musik und im Blues. Nach unruhigen Jahren, in denen er in Europa umherzog, spielte er ab 1964 im Londoner Folk-Club „Les Cousins“. 1966 erschien sein Debütalbum The Sophisticated Beggar. Das nächste Album, Come out Fighting Genghis Smith (1968), enthielt das elfminütige Blues-Stück Circle.
Ab 1968 trat Harper regelmäßig bei kostenlosen Konzerten im Hyde Park auf und es entwickelte sich eine treue Fangemeinde. 1970 erschien das Album Flat Baroque and Berserk mit dem Stück Hell's Angels, bei dem Harper von The Nice begleitet wurde. Es folgte die erste US-Tour.
Im gleichen Jahr nahm Led Zeppelin zu Ehren Harpers den Song Hats Off to (Roy) Harper auf (erschienen auf dem Album Led Zeppelin III). Harper war selbst ein Bewunderer der Musik von Led Zeppelin. Er ist auf dem Cover ihres Albums Physical Graffiti und im Film The Song Remains the Same von 1976 zu sehen. Jimmy Page spielte die Gitarre auf Harpers Album Stormcock (1971). Eine vergleichbare wechselseitige Zusammenarbeit entstand mit Pink Floyd, als Harper 1975 Have a Cigar auf dem Pink-Floyd-Album Wish You Were Here sang und David Gilmour sich an Harpers Album HQ beteiligte.
1972 trat Harper im Film Made auf, zu dem er auch die Musik schrieb (Lifemask, 1973). 1975 erschien Harpers erfolgreichste Single, When an Old Cricketer Leaves the Crease. 1977 sangen Paul McCartney und Linda McCartney auf Harpers Single One of Those Days in England, die bis in die Top 40 der britischen Singlecharts kam. 1980 war Harper auf der Single Breathing von Kate Bush als Background-Sänger zu hören.
1984 war Harper mit Jimmy Page im Vereinigten Königreich auf Tour. Sie traten bei Folk-Festivals unter verschiedenen Namen auf, etwa „The MacGregors“ und „Themselves“, und brachten das Album Whatever Happened to Jugula? heraus.
Ab der zweiten Hälfte der 1980er Jahre wurde es ruhiger um Roy Harper, er war jedoch weiterhin aktiv. 2001 feierte er seinen 60. Geburtstag mit einem Konzert in der Londoner Royal Festival Hall. 2005 erschien die Single The Death of God, die sich kritisch mit dem Irak-Krieg auseinandersetzt und der Film Beyond the door, der im De Barra's Folk Club aufgenommen wurde und in dem auch sein Sohn mitmusizierte.
Im September 2013 erschien mit Man & Myth das 22. Studioalbum Harpers. In nur sieben Songs, die bis zu einer Viertelstunde lang sind, singt Harper nur mehr von den wichtigen Dingen: In „The Exile“ vom Leben, das ewig währt, und in „Time Is Temporary“ davon, wie flüchtig ein Augenblick ist und doch alles verändern kann.
Sein Sohn Nick Harper ist ebenfalls ein erfolgreicher Musiker, der seinen Vater gelegentlich begleitet.

## Diskografie
- The Sophisticated Beggar (1966)
- Come out Fighting Ghengis Smith (1968)
- Folkjokeopus (1969)
- Flat Baroque and Berserk (1970)
- Stormcock (1971)
- Lifemask (1973)
- Valentine (1974)
- Flashes from the Archives of Oblivion (1974) (live)
- HQ (1975) (US-Titel: "When an Old Cricketer Leaves the Crease")
- Wish You Were Here (1975), (Pink Floyd), Gesang auf Have a Cigar
- Bullinamingvase (1977) (US-Titel: "One of those Days in England")
- Roy Harper 1970–75 (1978)
- The Unknown Soldier (1980)
- Work of Heart (1982)
- Born in Captivity (1984)
- Whatever Happened to Jugula? (1985), mit Jimmy Page
- In Between Every Line (1986) (live)
- Descendants of Smith (1988)
- Loony on the Bus (1988)
- Once (1990)
- Burn the World (1990)
- Death or Glory (1992)
- Born in Captivity II (1992) (live)
- Commercial Breaks (1994) (bis dahin unveröffentlichtes Material von 1977)
- An Introduction to Roy Harper (1994)
- Unhinged (1995)
- Live at Les Cousins (1996) (live)
- The BBC Tapes (1997)
- The Dream Society (1998)
- The Green Man (2000)
- Royal Festival Hall Live 2001 (2001)
- Today Is Yesterday (Archivaufnahmen von 1964 bis 1965)
- The Death of God (2005)
- The Passions of Great Fortune (Volume 1) (2007)
- China Girl (2009)
- Man & Myth (2013)

## Filmografie
- Made (1972)
- The Song Remains the Same (1976)
- Beyond the door (2005)